# The Stadium Techno Experience
«The Stadium Techno Experience»  (с англ. — «Опыт стадионного техно») — девятый студийный альбом группы Scooter, вышедший 31 марта 2003 года. 3 композиции с альбома вышли в качестве отдельных синглов — «Weekend!», «The Night» и «Maria (I Like It Loud)».

## Об альбоме
«The Stadium Techno Experience» стал первым альбомом группы в рамках Третьей Главы творчества, после прихода в группу DJ Джея Фрога, самым успешным альбомом Третьей Главы и одним из лучших в дискографии группы. Альбом получил множество золотых и платиновых записей, также, как и синглы с него. Отличительной особенностью стало большое количество использованных семплов других исполнителей.

## Песни
- «Maria (I Like It Loud)» содержит семплы Marshall Masters — «I Like It Loud»
- «Weekend» содержит семплы Earth and Fire — «Weekend», Push — «Strange World (radio edit)» и The KLF — «America: What Time is Love?»
- «Pulstar» содержит семплы Vangelis — «Pulstar»
- «The Night» содержит семплы Exposure — «Magic Impulse (Original Mix)» и Valerie Dore — «The Night»
- «Roll Baby Roll» содержит семплы ABBA — «Arrival»
- «Liquid Is Liquid» содержит семплы Liquid — «Liquid Is Liquid»
- «A Little Bit Too Fast» содержит семплы Chris Huelsbeck — «I`am Rushin»
- Через несколько месяцев после выхода, альбом был переиздан и название трека «Roll Baby Roll» было заменено на «Swingin' In The Jungle».
- Песня «Maria (I Like It Loud)» стала гимном знаменитого румынского футбольного клуба «Стяуа».

## Список композиций
Музыка, слова, аранжировка — Эйч Пи Бакстер, Рик Джордан, Джей Фрог, Йенс Теле. Текст — Эйч Пи Бакстер.
1. Ignition (0:36) (Зажигание)
2. Maria (I Like It Loud) (3:55) (Мария (Я люблю, когда громко))
3. Weekend! (3:32) (Выходные)
4. Take A Break (4:15) (Отдохни)
5. Pulstar (4:33) (Пульстар)
6. The Night (3:21) (Ночь)
7. Roll Baby Roll (3:45) (Крутись, детка, крутись)
8. Level One (3:34) (Первый уровень)
9. Like Hypa Said (6:22) (Как говорил Хайпа)
10. Liquid Is Liquid (4:45) (Жидкость — это жидкость)
11. A Little Bit Too Fast (3:45) (Немного быстро)
12. Soul Train (5:08) (Поезд души)

Limited edition
CD2:
1. Weekend! — N-Trance mix (6:26)
2. Nessaja — Flip’n’Fill mix (6:18)
3. The Logical Song — Clubstar UK mix (7:36)

Multimedia part for PC & Mac:
- Weekend! (The X-Rated Video)
- Special Pictures (Press/Making Of)

The Stadium Techno Experience (UK Sampler)
1. Maria (I Like It Loud)(2:03)
2. Weekend!(3:37)
3. Take A Break (1:24)
4. Like Hypa Said (2:47)
5. The Future (production version of "Level One")(1:09)

## Награды и места в чартах
«The Stadium Techno Experience» попал в хит-парады 15 европейских стран, получил 5 золотых и 1 платиновую записи. Ниже представлены награды и достижения альбома в чартах.
- Чехия —  Платина, 1
- Венгрия —  Золото, 1
- Норвегия —  Золото, 1
- Швеция —  Золото, 1
- Румыния —  Золото, 1
- Германия —  Золото, 7
- Португалия — Серебро, 2
- Великобритания — Серебро, 7
- Финляндия — 12
- Австрия — 14
- Словения — 17
- Нидерланды — 28
- Ирландия — 30
- Швейцария — 35
- Эстония — 38

## Синглы
В качестве синглов вышли 3 композиции с альбома — «Weekend!», «The Night» и «Maria (I Like It Loud)».
| Название                      | Треклист | Награды |
| ----------------------------- | --- | --- |
| Weekend! (2003)               | 1. «Weekend!» (03:37) 2. «Weekend! (Extended)» (05:11) 3. «Weekend! (Club mix)» (06:03) 4. «Curfew» (03:15) Weekend! Limited edition 1. «Weekend! — Extended mix» (5:10) 2. «Curfew» (03:14) 3. «Posse — N-Trance remix» (6:02) 4. «Weekend! — DTS version» (3:35) 5. «Scooter media navigator (video, making of, pictures, etc)» CD single (2-track) 1. «Radio edit» (3:37) 2. «Extended mix» (5:12) | - Норвегия — , , 3 - Россия — 1 - Израиль — 1 - Венгрия — 1 - Молдавия — 1 - Германия — 2 - Дания — 4 - Австрия — 4 - Ирландия — 4 - Финляндия — 7 - Швеция — 9 - Великобритания — 12 - Нидерланды — 17 - Швейцария — 33 - Эстония — 33 - Бельгия — 35 - Австралия — 37 |
| The Night (2003)              | 1. «The Night (Radio Edit)» (03:24) 2. «The Night (Club Mix)» (05:52) 3. «The Night (Starsplash Remix)» (03:54) 4. «The Night (Langenhagen Remix)» (06:02) 5. «Cordyline» (03:46) The Night Promo 1. «Radio edit» (3:22) 2. «Club mix» (5:47) 3. «Extended» (4:57) 4. «Starsplash remix» (6:09) 5. «Langenhagen remix» (7:05) CD single (2-track) 1. «Radio edit» (3:24) 2. «Extended version» (4:57) The Night (для Британии) 1. Radio edit (3:24) 2. LMC remix (4:47 3. Almighty remix (7:10) 4. Video UK-edit (multimedia section) | - Россия — 2 - Израиль — 7 - Венгрия — 8 - Германия — 10 - Австрия — 12 - Швеция — 14 - Финляндия — 14 - Дания — 15 - Великобритания — 16 - Нидерланды — 26 - Ирландия — 30 - Швейцария — 34 - Бельгия — 50 - Австралия — 85                                            |
| Maria (I Like It Loud) (2003) | 1. «Maria (I Like It Loud)» (03:39) 2. «Maria (I Like It Loud) (Extended)» (05:18) 3. «Maria (I Like It Loud) (Clubmix)» (07:09) 4. «Giant’s Causeway» (03:48) CD single (2-track) 1. «Maria (I Like It Loud) Radio edit» (3:39) 2. «Maria (I Like It Loud) Extended» (5:08) | - Австрия — , 1 - Венгрия — 2 - Дания — 12 - Германия — 4 - Великобритания — 16 - Нидерланды — 16 - Швеция — 21 - Швейцария — 21 - Эстония — 21 - Ирландия — 23 - Молдавия — 24 - Бельгия — 38                                                                          |